# Stralsund

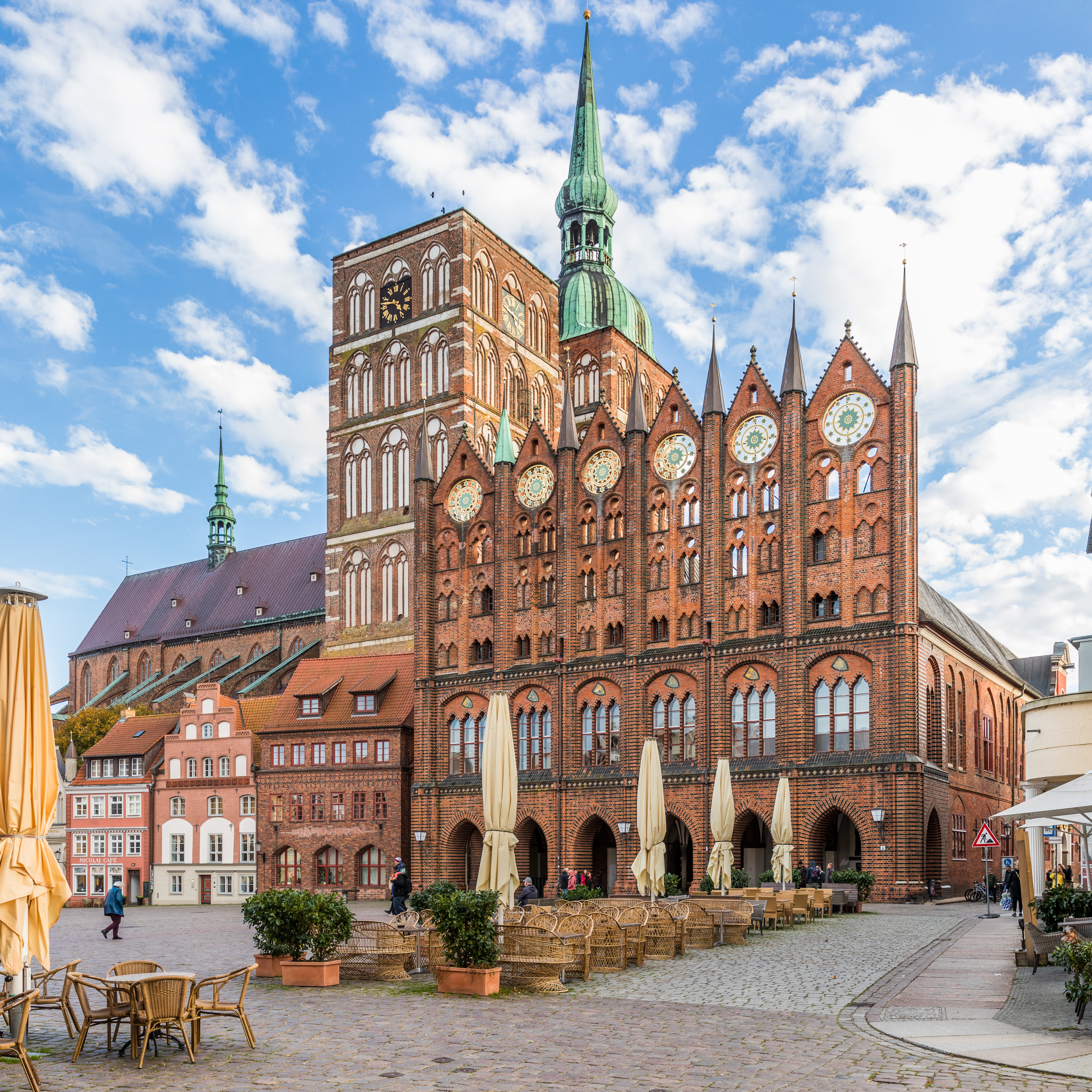
Església de Nicolau i casa de la vila

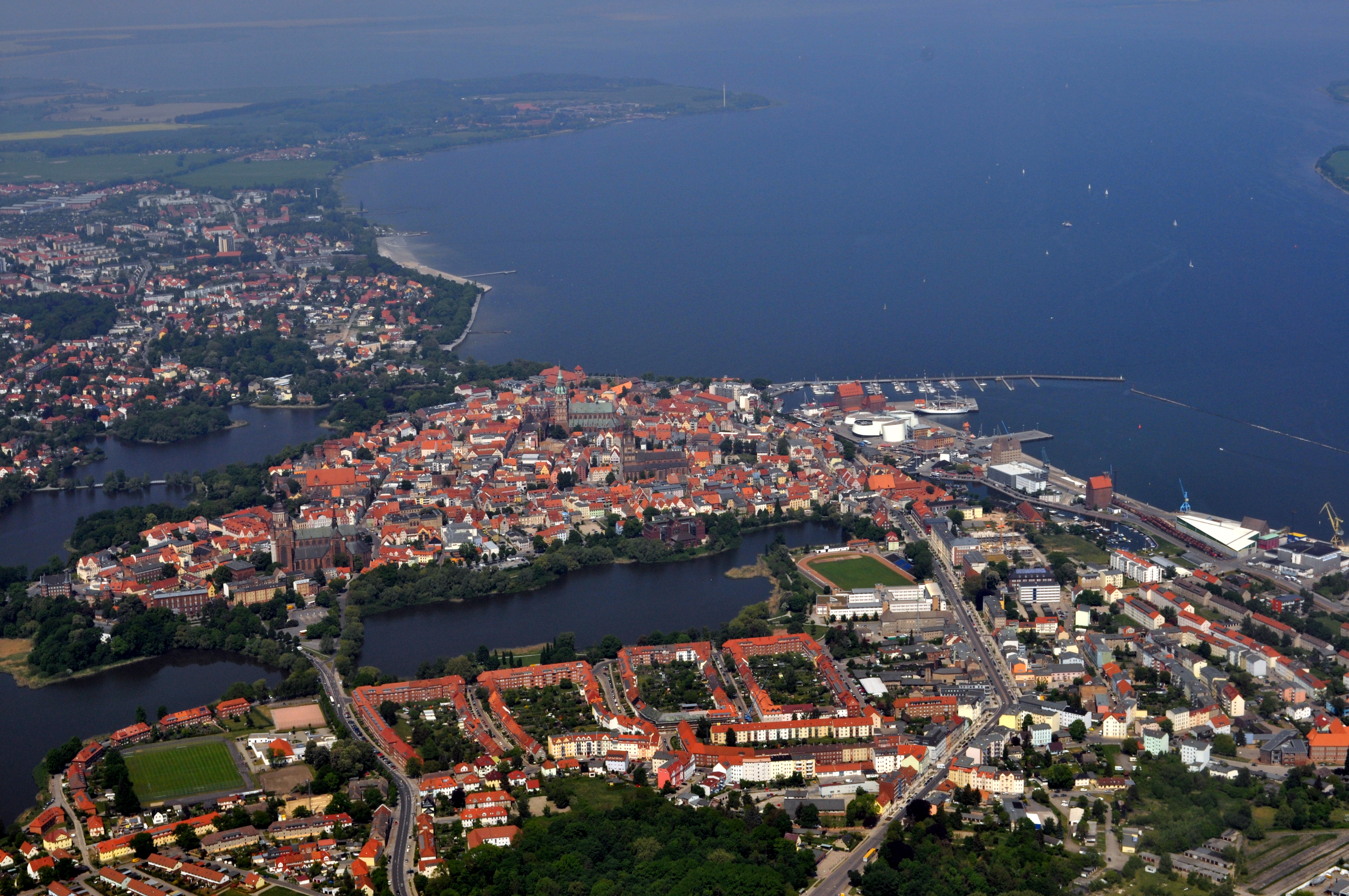
Stralsund

Stralsund és una ciutat hanseàtica pertanyent al districte de Vorpommern-Rügen (resultat de la fusió l'1 de gener de 2011 dels antics districtes de Nordvorpommern i de Rügen així com de la ciutat sense districte de Stralsund) a l'estat de Mecklemburg-Pomerània Occidental a la costa nord-est d'Alemanya. El 31 de desembre de 2010, tenia 57.778 habitants.
Està situada al marge del Mar Bàltic a l'estret de Strelasund que separa l'illa de Rügen del continent. Un dic, el Rügendamm, i un viaducte, el Rügenbrücke o pont de Rügen connecten Stralsund amb l'illa de Rügen.

## Llocs d'interès
- L'Ozeaneum, un museu de la vida aquàtica al Mar Bàtic
- L'església de Nicolau
- El Museu d'Història cultural
- Moltes cases gòtiques en via de restauració o restaurades
- El pont Rügenbrücke
- Les dàrsenes del port interior

## Personatges il·lustres
- Georg Riemenschneider (1848-1913) compositor musical.